# BMW S63
BMW S63 – pierwszy 8-cylindrowy silnik benzynowy w układzie V produkowany przez BMW, w którym zastosowano wspólny kolektor wydechowy dla obydwu rzędów cylindrów, układ Twin Scroll Twin Turbo oraz bezpośredni wtryski paliwa (High Precision Injection).

## S63 - S63B44A (X5 E70X5 M,X6 E71X6 M)
| Liczba cylindrów           | 8 w układzie V                     |
| Średnica cylindrów         | 89 mm                              |
| Skok tłoka                 | 88,3 mm                            |
| Pojemność                  | 4395 cm³                           |
| Stopień sprężania          | 9.3:1                              |
| Moc maksymalna             | 408 kW (555 KM) przy 6000 obr./min |
| Obroty maksymalne          | 6000                               |
| Maksymalny moment obrotowy | 680 Nm przy 1500-5650 obr./min     |